# Massacre de Pamplona
O massacre de Pamplona foi um tiroteio em massa e assassinato que ocorreu em Pamplona, Negros Oriental, nas Filipinas. Em 4 de março de 2023, aproximadamente às 9h36 (horário das Filipinas), um grupo de ex-membros do exército filipino invadiu a residência de Roel Degamo, governador de Negros Oriental, em Pamplona, e matou Degamo, o alvo, bem como outros nove. O ataque aconteceu durante a distribuição de ajuda aos beneficiários locais do Programa Pantawid Pamilyang Pilipino. Degamo foi levado às pressas para um hospital provincial próximo, onde foi declarado morto às 11h41 (horário das Filipinas).
Uma investigação foi iniciada pelas autoridades filipinas após o ataque. A política foi considerada o principal motivo por trás do ataque, já que Degamo estava envolvido em uma eleição contestada para governador em maio de 2022, que o viu assumir o cargo para um quarto mandato após vencer uma contestação eleitoral contra Pryde Henry Teves, que foi proclamado vencedor das eleições. Onze suspeitos foram presos pela polícia em várias operações pela província. Dois dos suspeitos nomearam um certo 'Cong Teves' como o mentor em uma entrevista de emboscada com a mídia. O parlamentar do 3.º Distrito de Negros Oriental, Arnolfo Teves Jr., que estava no exterior durante o ataque, foi suspenso pela Câmara dos Representantes após não retornar ao país para enfrentar a investigação. Mais tarde, ele foi expulso pela Câmara, a primeira expulsão de um parlamentar na Quinta República. O Senado das Filipinas também iniciou um inquérito sobre o incidente e convidou o parlamentar por teleconferência, mas acabou se retirando devido a incertezas legais. O Secretário de Justiça, Jesus Crispin Remulla, o considerou o "mentor máximo" do ataque.
Em 29 de fevereiro de 2024, a Interpol emitiu um alerta vermelho contra Teves, a pedido das Filipinas. Semanas depois, em 21 de março, Teves foi preso em Timor-Leste pelas autoridades locais enquanto jogava golfe em Díli. Ele foi deportado para as Filipinas em maio de 2025.